# André Wénin
André Wénin (1953, Beauraing, Bèlgica) és un teòleg belga. Ensenya exegesi de l'Antic Testament i llengües bíbliques a la facultat de teologia de la Universitat catòlica de Lovaina, de la qual va ser degà entre el 2008 i el 2012 abans de cedir el càrrec a Joseph Famerée. Wénin és també professor invitat de teologia bíblica del pentateuc a la Pontifícia Universitat Gregoriana i secretari del RRENAB (Xarxa de recerca en anàlisi narrativa de textos bíblics).
Diplomat en filologia per la Universitat de Namur el 1973, va obtenir el títol de batxiller en teologia sacra a la Universitat catòlica de Lovaina el 1978, i després un doctorat en ciències bíbliques al Pontifici Institut Bíblic el 1988. Privilegiant l'anàlisi narrativa i retòrica, els seus estudis es basen principalment en la Bíblia hebrea, particularment en els llibres del Gènesi, Jutges i Samuel.